# Ronald Kay
Ronald Kay (Hamburgo, 1941-Santiago, 21 de septiembre de 2017) fue un poeta, teórico y artista visual chileno. Según sus palabras, describía su deriva desde el siguiente relato: Ronald Kay es bautizado por Neptuno al cruzar a los 6 años el ecuador atlántico en 1947. / Traduce El origen de la obra de arte (1968). / Beuys le lava los pies en Basilea (1972). / Es catalogado por Piero Montebruno como el eslabón perdido de la poesía chilena. / Raúl Bruna es su amigo desde 1947 cuando el azar quiso que se encontraran en la calle. / En La Carpa de La Reina (1968) baila cueca con Clarisa Sandoval. / Es Sho-Dan en el Hombu-Doyo de Tokyo y Tudi en la familia Wu de Shanghái. / Body & Soul es una de sus obsesiones. / 1992 Devuelve la cadena que acreditaba a Hubert Fichte ante la Corte de Dahomey a la Casa das Minas de São Luiz de Maranhão. / Según el calendario maya es mono azul magnético.

## Biografía
Kay nació en plena Segunda Guerra Mundial en Alemania, donde Delva Mahn, su madre chilena, trabajaba en el consulado de Hamburgo. En 1947, la familia se embarcó en la primera nave civil autorizada a cruzar el Atlántico y arribó a Buenos Aires, para luego tomar el Transandino con destino a Santiago (Chile). Quedó huérfano de madre a corta edad y fue criado por la segunda mujer de su padre alemán, que, como chilena, lo crio según las costumbres del país donde residiría y finalizaría sus días.
Luego de estudiar en el Liceo Alemán siguió leyes durante dos años en la Escuela de Derecho de la Universidad de Chile, donde trabó amistad con el futuro cineasta Raúl Ruiz y el escritor Gastón Salvatore. Debido a una crisis personal, se fue a Oxford en 1960 por un año; allí estudió Historia y asistió, en particular, a un curso de Isaiah Berlin. De regreso en Santiago, continuó por un año Derecho, pero luego, siguiendo los consejos de su pareja, ingresó a la Facultad de Filosofía, en la céntrica avenida Bulnes, donde tomó cursos libres de literatura francesa e inglesa.
Se convirtió rápidamente en ayudante de Roque Esteban Scarpa e investigador en el Instituto de Literatura Comparada, que este dirigía; además, fue profesor de Estética y fundó la Academia Literaria del Departamento de Castellano, a la que se unieron, entre otros, Ariel Dorfman, Jorge Etcheverry, Franklin Martínez, Gonzalo Millán, Bernardo Subercaseaux, Oliver Welden.
Sus poemas —con un extenso ensayo introductorio de Scarpa titulado «Adán expulsado del Paraíso (Escolio a la poesía de Ronald Kay)»—, aparecieron a principios de 1966 en la revista Anales de la Universidad de Chile. Kay se casó en 1968 con Catalina Parra, la hija mayor de Nicanor, y al año siguiente viajaron a Alemania gracias a una beca DAAD conseguida por Kay para hacer un posgrado en la Universidad de Constanza.
Regresó a Chile en 1972 y a comienzos del año siguiente se incorporó en el Departamento de Estudios Humanísticos que dirigía Cristián Huneeus en la Facultad de Ciencias Físicas y Matemáticas de su alma mater, junto a otros personajes de la cultura, como el poeta Enrique Lihn, de quien fue amigo cercano.
Allí, en 1975, editó la revista Manuscritos, de la que alcanzó a circular solo un número, y realizó un seminario sobre Antonin Artaud, al que asistieron, entre otros, el poeta Raúl Zurita y la escritora Diamela Eltit, quienes integrarían el Colectivo de Acciones de Arte (CADA), célebre por sus intervenciones en el espacio público. En ella rescató Quebrantahuesos, la poesía mural realizada con recortes de periódicos expuesta por Parra, Lihn y Alejandro Jodorowsky, que utilizaron la técnica del collage y expuesta en 1952; Kay acompañó la publicación con su análisis «Rewriting» y publicó, además, los textos escatológicos dadaístas inéditos News from nowhere, de Parra. Publicó en 1980 su ensayo Del espacio de acá, sobre la pintura y la gráfica de Eugenio Dittborn, obra considerada clave en la escena cultural chilena de aquella época.
Fue una época en la que Kay destacó como impulsor de "innovadoras experiencias en las que confluyeron la literatura, las artes visuales y la reflexión crítica". Roberto Farriol, director del Museo Nacional de Bellas Artes, ha señalado que “Ronald Kay fue uno de los grandes intelectuales de la escena de los setenta en Chile y realizó significativos aportes al arte contemporáneo. Fue precursor al introducirnos a la obra de Wolf Vostell y la lectura contemporánea de la obra de Walter Benjamin. Su libro Del espacio de acá ha sido uno de los más bellos y lúcidos que se han escrito sobre arte en Chile y una referencia ineludible que nos permite pensar desde y en Latinoamérica”. Durante esos años de dictadura, Kay, "junto a otros autores, delimitó un campo de prácticas en las artes visuales que creó sus propias condiciones de validación, guardando independencia con respecto a la oficialidad cultural del régimen militar y a las debilitadas orgánicas partidarias de la oposición. Fueron prácticas críticas que mantuvieron una posición equidistante a las estructuras de poder y señalaron una salida desde el campo cultural". Manuscritos fue la primera nueva publicación nacida después del golpe de Estado de 1973 y la exposición de Vostell organizada en 1977 fue una de las primeras realizadas durante el régimen de Augusto Pinochet.
Conoció en 1980 a la bailarina, coreógrafa y directora alemana Pina Bausch, que había viajado a Chile en el marco de un gira latinoamericana a presentar en el Teatro Municipal de Santiago su versión de La consagración de la primavera, el ballet de Ígor Stravinski. Se enamoraron y Kay partió a Alemania donde se instaló en Wuppertal con Bausch, con quien tuvo un hijo, Rolf Solomon, nacido al año siguiente.
Allí continuó su carrera profesional: participó desde fines de los años 1980 en la monumental edición alemana de La historia de la sensibilidad de Hubert Fichte (Die Geschichte der Empfindlichkeit, editorial S. Fischer, Fráncfort del Meno); editó en 2005 Psyche para la misma editorial, de la fotógrafa Leonore Mau con textos de la etnopoesía de Fichte. Tampoco perdió su relación con Chile, donde en 2000-2001 publicó Los inéditos de las década de los 60, compuesto por dos poemarios Punto de fuga y Deep Freeze, más las glosas de Circuito cerrado, en que recupera los poemas de aquella época, escritos en el barrio de Recoleta, entre las calles "Loreto, Dardignac y Patronato". En 2005 Metales Pesados reeditó en Santiago Del espacio de acá y aparecieron las traducciones que hizo Kay de Parque Central de Walter Benjamin y Sextus Propertius de Ezra Pound.
Después de enviudar en 2009, regresó a Chile y se instaló en el barrio Bellavista. Al año siguiente, editó el libro póstumo de poesía visual de Juan Luis Martínez, Aproximación del Principio de Incertidumbre a un proyecto poético (Nómade, Galería D21); y en 2012 publicó el poemario Un matiz más blanco de lo pálido. Fue en gran parte gracias a Kay que se publicaron los poemas visuales El Annapurna, de Diego Maquieira (D21, Santiago 2013).
En 2012 comienza un proceso de intercambio y producción con Enrique Rivera, director de la Bienal de Artes Mediales de Chile. De esta nacería un diálogo y contribución conceptual con la Bienal, donde curó y realizó exhibiciones, charlas y publicaciones, e influyó en la construcción curatorial de este encuentro. En la 10BAM curó en el Museo de Arte Contemporáneo una obra de Wolf Vostell, con la participación de la teórica alemana Sophie Goltz y el NBK de Berlín, donde además se realizó la publicación Manifiestos, retrospectiva de este importante artista alemán gracias al apoyo del Goethe Institut de Chile. En la 12BAM en conjunto con Catalina De La Cruz realizaron en el Museo Nacional de Bellas Artes una video proyección llamada “FUERA DE ESCALA / en el límite de las líneas Nazca”, con la colaboración del colectivo Trimex. En la 13BAM conceptualizó el montaje "Homenaje al Homenaje", inspirado en la obra de Lorenzo Berg, basado en la publicación "Un Origen", que realizó gracias al apoyo del Consejo de Monumentos de Chile, libro que rescata y defiende la obra de Berg de su aniquilación, considerada por Kay la primera obra de Land Art en el mundo. Su participación en la 13BAM fue fundamental, ya que otorgó el tema de este encuentro, basado en la relación entre los chilenos y su cultura Tectónica.
El mayor mérito de Kay es, para el exministro de Cultura, Ernesto Ottone, "haber introducido una forma de pensar crítica con respecto a lo que eran las vanguardias, la nueva poesía, la literatura…"
El poeta Raúl Zurita ha señalado que "la primera publicación formal" se la debía a Kay, a quien definió entonces como "un tipo brillante". Su último proyecto era precisamente con Zurita, que comentó al respecto: “Sin él no se explicaría nada del arte chileno a partir de los setenta. La vida nos acercó y nos alejó, pero en los último diez años estuvimos profundamente unidos y estábamos haciendo una obra juntos. La maqueta de Ronald estaba lista, así que ese proyecto será nuestro último abrazo”.
Una de sus últimas apariciones públicas la hizo el 31 de julio de 2017, cuando dictó la conferencia organizada por la Bienal de Artes Mediales «Monumento a Pedro Aguirre Cerda» en la Facultad de Arquitectura de la Universidad Central, sobre la obra de Lorenzo Berg. Kay había editado tres años antes un libro sobre Berg y este trabajo.
Ronald Kay murió a los 76 años, tras un prolongado cáncer; en su velorio, el ataúd fue lijado por su familia y amigos, en lo que puede ser considerado como el último acto que honro su esencia. Sus funerales se realizaron el 23 de septiembre de 2017 en el cementerio Parque del Recuerdo de Huechuraba, donde sus restos fueron cremados, para luego viajar a Wuppertal, al lado de Pina Bausch.

## Obras
- Variaciones ornamentales, Ediciones Departamento de Estudios Humanísticos, Facultad de Ciencias Físicas y Matemáticas, Universidad de Chile, Santiago, 1979
- Del espacio de acá. Señales para una mirada americana (Del espacio de acá a propósito de la pintura y la gráfica de Eugenio Dittborn), ensayo, V.I.S.U.A.L., Editores Asociados, Imprenta Cabo de Hornos, Santiago, 1980 (Metales Pesados, 2005); disponible en el Centro de Documentación de las Artes, Centro Cultural Palacio La Moneda
- Punto de fuga, primer libro de la trilogía Los inéditos de la década de los 60, Ediciones Nómade, Santiago, 2000; disponible en el Centro de Documentación de las Artes, Centro Cultural Palacio La Moneda
- Deep Freeze, segundo libro de la trilogía Los inéditos de la década de los 60, Ediciones Nómade, Santiago, 2000; disponible en el Centro de Documentación de las Artes, Centro Cultural Palacio La Moneda
- Circuito cerrado, glosas, tercer libro de la trilogía Los inéditos de la década de los 60, Ediciones Nómade, Santiago, 2001; disponible en el Centro de Documentación de las Artes, Centro Cultural Palacio La Moneda
- Tentativa Artaud, catálogo de la exposición realizada en el Museo Nacional de Bellas Artes, abril y mayo de 2008; Ediciones Metales Pesados, Santiago, 2008
- Vostell. Manifiestos. 10.ª Bienal de Video y Artes Mediales, Goethe Institut, N.B.K., 2011
- Un matiz más blanco de lo pálido, Nómade, Santiago, 2012
- Lorenzo Berg. Un origen, Consejo de Monumentos Nacionales, Santiago, 2014; disponible en el portal del CMN
- Fuera de escala. En los límites de las líneas de nazca, Kay & Catalina de la Cruz, catálogo, Bienal de Video y Artes Mediales, Santiago, 2015